# 小手指元町
小手指元町（こてさしもとまち）は、埼玉県所沢市の町名。現行行政地名は小手指元町一丁目から小手指元町三丁目。郵便番号は、359-1147。

## 地理
所沢市内の中央西部、小手指地区に所属する。西武池袋線小手指駅南方に位置し、周囲の小手指町、上新井、小手指台、山口、小手指南、北野南、北野、北野新町と隣接する。町境北側には国道463号所沢入間バイパスが、また町境南側には埼玉県道・東京都道179号所沢青梅線が通っている。町内は、東から西に1丁目から3丁目が設置されており、町の中央を西から東に東川が流れている。

### 面積
面積の内訳は以下の通り。
| 丁目             | 面積（m2） |
| ---------------- | ---------- |
| 小手指元町一丁目 | 159,860.7  |
| 小手指元町二丁目 | 170,116.1  |
| 小手指元町三丁目 | 234,328.9  |
| 計               | 564,305.7  |

### 河川
- 東川

## 歴史
旧入間郡小手指村の一部にあたる。

### 沿革
- 2005年（平成17年）7月19日 - 大字北野の町名・地番変更実施により東部が分離し、小手指町5丁目、小手指元町となる。

### 地名の由来
小手指町を参照

## 世帯数と人口
2017年（平成29年）9月30日現在の世帯数と人口は以下の通りである。
| 丁目             | 世帯数    | 人口    |
| ---------------- | --------- | ------- |
| 小手指元町一丁目 | 713世帯   | 1,525人 |
| 小手指元町二丁目 | 533世帯   | 1,225人 |
| 小手指元町三丁目 | 682世帯   | 1,688人 |
| 計               | 1,928世帯 | 4,438人 |

## 交通

### 鉄道
町内に鉄道は無く、最寄駅は西武池袋線小手指駅（約800 m北）。また南東側の同線西所沢駅・西武狭山線下山口駅は利用可能な範囲にある。

### 道路
- 国道463号所沢入間バイパス
- 埼玉県道・東京都道179号所沢青梅線

交差点
| - 小手指ヶ原 - 小手指駅南 | - 北野保育園南 - 小手指南 | - 北野天神前 |

#### バス
- 町域内のバス停は、「小手指小学校前」･「小手指中学校前」･「北野天神前」･「宮後」･「こてさし荘入口」･「小手指会館」･「大沢」

運行は西武バス（小手01･02系統、および小手指駅-箱根ヶ崎線）

## 寺社・史跡
- 北野天神社[6] - （物部天神社・国渭地祇神社・天満天神社）

周辺の地名「北野」は当神社に由来する。#沿革および北野 (所沢市)#歴史を参照。

## 施設

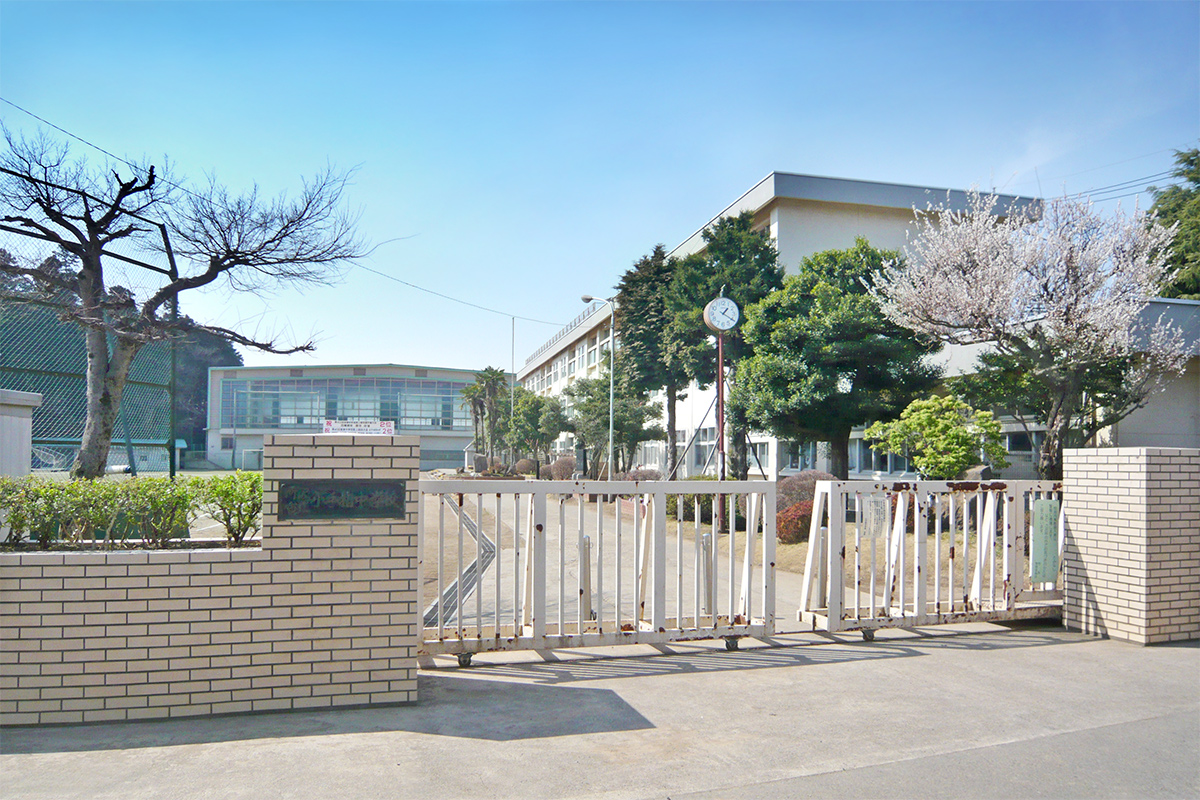
所沢市立小手指中学校
（2014年3月撮影）

教育
- 所沢市立小手指小学校
- 所沢市立小手指中学校

公共
- 小手指第8区集会所
- 上竹公園[7][8]
- 宮後公園[7][9]

商業
- マスダック本社工場
- 小手指会館

## 小・中学校の学区
市立小・中学校に通う場合の学区（校区）は以下の通り。
| 町丁       | 番・番地    | 小学校                     | 中学校                     |
| ---------- | ----------- | -------------------------- | -------------------------- |
| 小手指元町 | 広域        | 所沢市立小手指小学校       | 所沢市立小手指中学校       |
| 小手指元町 | 3丁目北西部 | 所沢市立北野小学校（北野） | 所沢市立北野中学校（北野） |

### 註釈
1. ↑  小手03･06･07･08･09･09-1･10系統